# Ahmed al-Mansur
Ahmed II., z vzdevkoma al-Mansur (Osvajalec) in az-Zahabí (Zlati) (arabsko احمد المنصور السعدي, latinizirano: Ahmed al-Mansur al-Saadi‎) je bil maroški sultan iz Saadijske rodbine, ki je vladal v letih 1578—1603, * 1549, Fes, Maroko, † 25. avgust 1603, predmestje Fesa, Maroko.
Bil je šesti in najslavnejši vladar maroške Saadijske rodbine. V zahodni Evropi je bil znan kot Veliki Zlati zaradi njegovega nadzora nad zalogami in rudniki zlata, srebra, bakra in soli v Maroku in Afriki. Bil je zaslužen za ponovni vzpon Maroka na položaj najmočnejša vojaška sile v Afriki in Evropi. Bil je dovolj močan, da je leta 1582 sprožil vojno in revolucijo proti Osmanskemu cesarstvu sultana Murata III., ga  premagal ter obnovil neodvisnost in suverenost Maroka.
Med njegovo vladavino se je njegov vpliv razširil tudi na vzhodno obalo Afrike. Vojskoval se je proti cesarstvoma Songhaj in Mali. Slednjega je v vojni premagal, prevzel nadzor nad prestolnico Gao in Timbuktujem ter ustanovil pašaluk Timbuktu. Timbuktu je vojaško in politično podpiral Maroko in mu pomagal vzpostaviti razmerje politične in verske moči v Afriki in Evropi. Bil je politični, vojaški in trgovski zaveznik angleške kraljice Elizabete I., s katero sta imela skupnega sovražnika – Španijo. Njegov zaveznik je bila tudi Nizozemska republika Viljema Molčečega, nasprotnika Habsburške Španije. 
Ahmed al-Mansur je bil znan po nadzoru svetovne trgovine in pomorskega piratstva na Atlantskem oceanu, Sredozemskem morju in Gibraltarskem prelivu. Zaradi močne vojske in strateške lege njegove države je postal pomemben politični igralec v obdobju pozne renesanse. Opisan je bil kot »mož globokega islamskega prepričanja, ljubitelj knjig, kaligrafije in matematike, pa tudi poznavalec mističnih besedil in ljubitelj znanstvenih razprav«.

## Mladost
Ahmed je bil peti sin Mohameda aš-Šejka, prvega maroškega sultana iz Saadijske dinastije. Njegova mati je bila Lala Masuda. Po umoru očeta Mohameda leta 1557 in posledičnem boju za oblast sta morala brata Ahmed al-Mansur in Abd al-Malik pobegniti pred starejšim bratom Abdalahom al-Ghalibo (1557–1574), zapustiti Maroko in ostati v tujini do leta 1576. Oba brata sta 17 let preživela v Osmanskem cesarstvu, se usposabljala in imela stike z osmansko kulturo. Ahmed al-Mansur je »prejel obsežno izobrazbo v islamskih verskih in posvetnih znanostih, vključno s teologijo, pravom, poezijo, slovnico, leksikografijo, eksegezo, geometrijo, aritmetiko in algebro ter astronomijo«.

### Bitka pri Ksar el Kebirju
Leta 1578 je Ahmedov brat, sultan Abu Marvan Abd al-Malik I., umrl v bitki s Portugalci pri Ksar-el-Kebirju. Za njegovega naslednika je bil imenovan Ahmed al-Mansur. Svojo vladavino je začel z znova pridobljenim prestižem in bogastvom, pridobljenim z odkupninami za portugalske ujetnike.

## Vladanje (1578-1603)
Odkupnine so na začetku njegovega vladanja obilno napolnile maroško kraljevo blagajno. Kmalu zatem je naročil gradnjo ogromne in razkošne palače El Badi v Marakešu, simbola novega rojstva maroške moči. V palači je sprejemal tuje delegacije in prirejal razkošna praznovanja. Gradnja se je začela decembra 1578 in se končala šele leta 1593 ali 1594.
Blagajna je sčasoma začela kopneti zaradi velikih stroškov za vojsko, obsežnih vohunskih storitev, palače in drugih urbanih gradbenih projektov, kraljevega življenjskega sloga in propagandne kampanje, katere cilj je bil pridobiti podporo za njegovo kontroverzno zahtevo po kalifatu.

### Odnosi z Evropo
Pogledi Maroka na krščanske države so se še vedno spreminjali. Na Špance in Portugalce so gledali kot na nevernike, toda al-Mansur je vedel, da bo njegov sultanat uspeval le s povezavami s krščanskimi gospodarstvi. Za to je moral Maroko nadzirati znatne lastne vire zlata. Skladno s tem je al-Mansurja pritegnilo čez saharsko trgovanje z zlatom iz Songhaija v upanju, da bo s tem rešil gospodarski primanjkljaj Maroka z Evropo.
Al-Mansur je razvil prijateljske odnose z Anglijo. Leta 1600 je na dvor angleške kraljice Elizabete I. kot veleposlanika poslal svojega tajnika Abd el-Uaheda ben Mesuda, da bi se pogajal o zavezništvu proti Španiji.
Al-Mansur je razmišljal o ponovni osvojitvi Al Andaluza v posesti krščanske Španije. V pismu z dne 1. maja 1601 je zapisal, da ima ambicije kolonizirati Novi svet in ga naseliti z Maročani. Predvideval je, da bo islam prevladal v Ameriki in da se bo Mahdi, nesmrtni imam, ki bo obnovil vero in pravičnost na zemlji, pojavil tudi na drugi strani oceana.
Al-Mansur je imel na svojem dvoru francoske zdravnike. Od leta 1588 do 1598 je bil njegov osebni dravnik Arnoult de Lisle. Od leta 1598 do 1600 ga je nasledil Étienne Hubert d'Orléans. Oba sta se vrnila v Francijo, postala profesorja arabščine na Collège de France in nadaljevala s svojo diplomatsko dejavnostjo.

### Odnosi z Osmanskim cesarstvom
Odnosi z Osmanskim cesarstvom so bili večplastni. Na samem začetku svoje vladavine je uradno priznal vrhovno oblast osmanskega sultana, kot je to storil Abd al-Malik, vendar je še vedno ostal de facto neodvisen. Ko je sultan leta 1579  naklonjeno sprejel Špance, ki so mu prinesli  razkošna darila, se je al-Masur hitro oddaljil od njega. Sumil je tudi, da so bili Osmani na začetku njegovega vladanja vpleteni v prve upore proti njemu. Začel je kovati svoj denar in dal petkovo molitev ter khutbo predati v svojem imenu in ne v imenu osmanskega sultana Murata III.
Kot odgovor na odstranitev njegovega imena iz petkovih molitev se je Murat III. začel pripravljati na napad na Maroko. Ko je al-Mansur izvedel za priprave, je v Konstantinopel poslal veleposlanika z bogatimi darili in napad je bil preklican. Sultanu je začel plačevati davek več kot 100.000 zlatnikov letno, se strinjal, da mu bo izkazoval spoštovanje in v zameno ostal na oblasti.   
Leta 1582 je bil al-Mansur prisiljen privoliti v posebno osmansko »zaščito« Maroka in plačevati davek za zaustavitev napadov alžirskih korzarjev na maroško obalo in maroške ladje. Leta 1583 sta saadijski in osmanski sultan celo okvirno razpravljala o skupni vojaški operaciji proti Špancem v Oranu. Al-Mansur je pozneje užival v miroljubnih odnosih z Osmanskim cesarstvom in spoštoval njegovo suverenost, hkrati pa izigraval Osmane proti evropskim silam in obratno. S svojo propagando je spodkopaval položaj osmanskega sultana kot voditelja vseh muslimanov. Vsako leto je še naprej plačeval davek Konstantinoplu, kar so Saadijci razlagali kot »darilo«, medtem ko so Osmani to imeli za »poklon«.
Leta 1587 je osmanski guverner Alžirije Uluç umrl. Po njegovi smrti je osmanska vlada omejila moč alžirskih guvernerjev in napetosti med državama so se še zmanjšale. Saadijska vlada se je še bolj stabilizirala in postala bolj neodvisna. Al-Mansur je po letu 1587 postal dovolj samozavesten, da je opustil svoja redna plačila Muratu III. V poznejših letih svoje vladavine se je kljub omejitvam moči uradno razglasil za kalifa in se videl kot tekmeca in ne podrejenega Osmanskemu cesarstvu in celo kot zakonitega voditelja muslimanskega sveta.

## Osvojitve

### Priključitev saharskih oaz
Leta 1583 je al-Mansur v Marakešu zbral vojsko in jo pod poveljstvom Abu Abdulaha Mohameda bin Baraka in Abu Al-Abasa Ahmeda Ibn Al-Hadada Al-Omarija poslal na pohod v Saharo. Poveljnika sta sprva pozivala k poslušnosti, ko jima plemenski starešine niso hoteli ugoditi, pa se je začela vojna. K Maroku so bile priključene oaze 
Tuat, Jouda, Tamentit, Tabelbala, Ouragla, Tsabit, Tekoraren in druge.

### Priključitev Šingetija
Saadijci so večkrat poskušali osvojiti Šingeti. Najvidnejši poskusi so bili narejeni med vladavino sultana Mohameda al-Šejka, vendar so ga osvojili šele med vladavino Ahmeda al-Mansurja. Slednji je leta 1584 organiziral pohod pod vodstvom Mohameda bin Salema, kateremu je uspelo prevzezi nadzor nad Šingetijem, današnjo Mavretanijo.

### Pohod proti Songajskemu cesarstvu
Songajsko cesarstvo je bila zahodnoafriška država s središčem v vzhodnem Maliju. Od začetka 15. do poznega 16. stoletja je bilo eden največjih afriških imperijev v njeni zgodovini. 16. oktobra 1590 je Ahmed izkoristil nedavne državljanske spopade v cesarstvu in čez saharsko puščavo poslal vojsko 4000 mož pod poveljstvom spreobrnjenega Španca Judar Paše. Songajska vojska 40.000 mož se v bitki pri Tondibiju ni mogla zoperstaviti strelnemu orožju napadalcev in je pobegnila. Ahmed je napredoval in oplenil songajski mesti Timbuktu in Djenné ter prestolnico Gao. Začetne uspehe je kmalu začela ovirati logistika čez Saharo in Saadijci so kmalu po letu 1620 izgubili nadzor nad osvojenimi mesti.

## Zapuščina
Ahmed al-Mansur je umrl leta 1603. Pokopan je bil v Saadijski grobnici v Marakešu. Nasledila sta ga njegova sinova Zidan al-Nasir, ki je imel sedež v Marakešu, in Abu Faris Abdalah, ki je imel sedež v Fesu in je imel samo lokalno oblast. 
Znani pisci na njegovem dvoru so bili Ahmed Mohamed al-Makari, Abd al-Aziz al-Fištali, Ahmed Ibn al-Kadi in Al-Masfivi.
Z bistro diplomacijo se je al-Mansur uprl zahtevam osmanskega sultana in ohranil maroško neodvisnost. S tem, ko je Evropejce in Osmane uperil druge proti drugim, je diplomatsko uravnaval ravnotežje moči v Evropi. Sčasoma so njegovi stroški znatno presegli dohodke, zato je poskušal z osvajanjem razširiti svoje posesti. Med vojno v Songaju sta moč Maroka in njegov ugled na svetovnem prizorišču občutno upadla.
Al-Mansur je bil eden prvih vladarjev, ki je leta 1602 proti koncu svoje vladavine ukrepal proti kajenju tobaka, in se pri tem skliceval na fatvo (neobvezujoče pravniško mnenje).